# لنگرماهی
لنگرماهی (نام علمی: Cottoidea) نام یک بالاخانواده از راسته عقرب‌ماهی‌سانان است.